# Bagnoli di Sopra passito
Il Bagnoli di Sopra Friularo passito è un vino DOC la cui produzione è consentita nella provincia di Padova.

## Caratteristiche organolettiche
- colore: rosso rubino più o meno intenso, tendente al granato se invecchiato
- odore: caratteristico, gradevole
- sapore: amabile, vellutato, caratteristico

## Storia
Questo vino speciale è stato prodotto esclusivamente con uve Friulare, provenienti da Vigneti storici. Questo vitigno autoctono è presente a Bagnoli da oltre 5 secoli. Viene tradizionalmente lasciato in surmaturazione sino alla fine di novembre (si vendemmia nello stesso periodo anche il Friularo vendemmia tardiva) e poi posto in fruttaio ad appassire sino (sempre secondo tradizione) a Pasqua, quando ha inizio una fermentazione che può durare anche un anno. Viene poi affinato in caratelli di rovere francese per due anni ed infine immesso nel mercato.

## Abbinamenti consigliati
Vino da meditazione e da fine pasto, adatto a dolci, crostate di prugna o con confettura di frutta rossa, pasticceria secca e anche al cioccolato e formaggi a pasta molle stagionati, anche piccanti. Nella fattispecie adatto a: "Zaleti", "baicoli", "fregolata", "fugassa" alla padovana, torta "sabiosa de farina zala", torta di patate "meriche", "sugoli" di mosto d'uva friulara, "bussolai", "fritole".

## Produzione
Provincia, stagione, volume in ettolitri
- nessun dato disponibile